# Wheel of Fortune
"Wheel of Fortune" var Ace of Base första singelrelease, släppt 1992. Singeln släpptes i Europa med varierande resultat. "Wheel of Fortune" är skriven av Jonas Berggren & Ulf Ekberg. Låten spelades in i Studio Decibel i Sverige för en budget på 30 000 kronor. Wheel of Fortune är också originalnamnet på tv-programmet Lyckohjulet.

## Låtlista

### Originalsläpp
CD-singel - Skandinavien
1. "Wheel of Fortune"

Maxi-CD - Storbritannien
1. "Wheel of Fortune" (7" mix) — 3:42
2. "Wheel of Fortune" (12" mix) — 5:27
3. "Wheel of Fortune" (klubbmix) — 4:39
4. "My Mind" (dansmix) — 4:19

7"-singel
1. "Wheel of Fortune" — 3:42
2. "Wheel of Fortune" (klubbmix) — 4:39

### 2009
Digital singel
1. "Wheel of Fortune 2009" (radioversion)
2. "Wheel of Fortune 2009" (klubbmix)

CD-singel - Promo
1. "Wheel of Fortune 2009" (radioversion)
2. "Wheel of Fortune 2009" (klubbmix)
3. "Wheel of Fortune 2009" (albumversion)
4. "Wheel of Fortune" (1993 12" mix)
5. "Wheel of Fortune" (1993 klubbmix)

## Medverkande
- Sång av Linn Berggren, Jenny Berggren och Ulf Ekberg
- Skriven av Jonas Berggren och Ulf Ekberg
- Producerad av Jonas Berggren and Ulf Ekberg, T.O.E.C.
- Inspelad i Studios Decibel

## Listpositioner
- Sverige #39
- Finland #17
- Danmark #2
- Norge #1
- Tyskland #4
- Schweiz #5
- Österrike #6
- Holland #5
- Irland #18
- England #20